# Bir Jdid
Bir Jdid (en àrab البير الجديد, al-Bīr al-Jadīd; en amazic ⴱⵉⵔ ⵊⴷⵉⴷ) és un municipi de la província d'El Jadida, a la regió de Casablanca-Settat, al Marroc. Segons el cens de 2014 tenia una població total de 24.136 persones.

## Història
Històricament hi havia una presó situada a Bir Jdid. Entre la gent que hi fou empresonada hi hagué Mohamed Oufkir i la seva família, qui foren objecte de tortures.

## Galeria

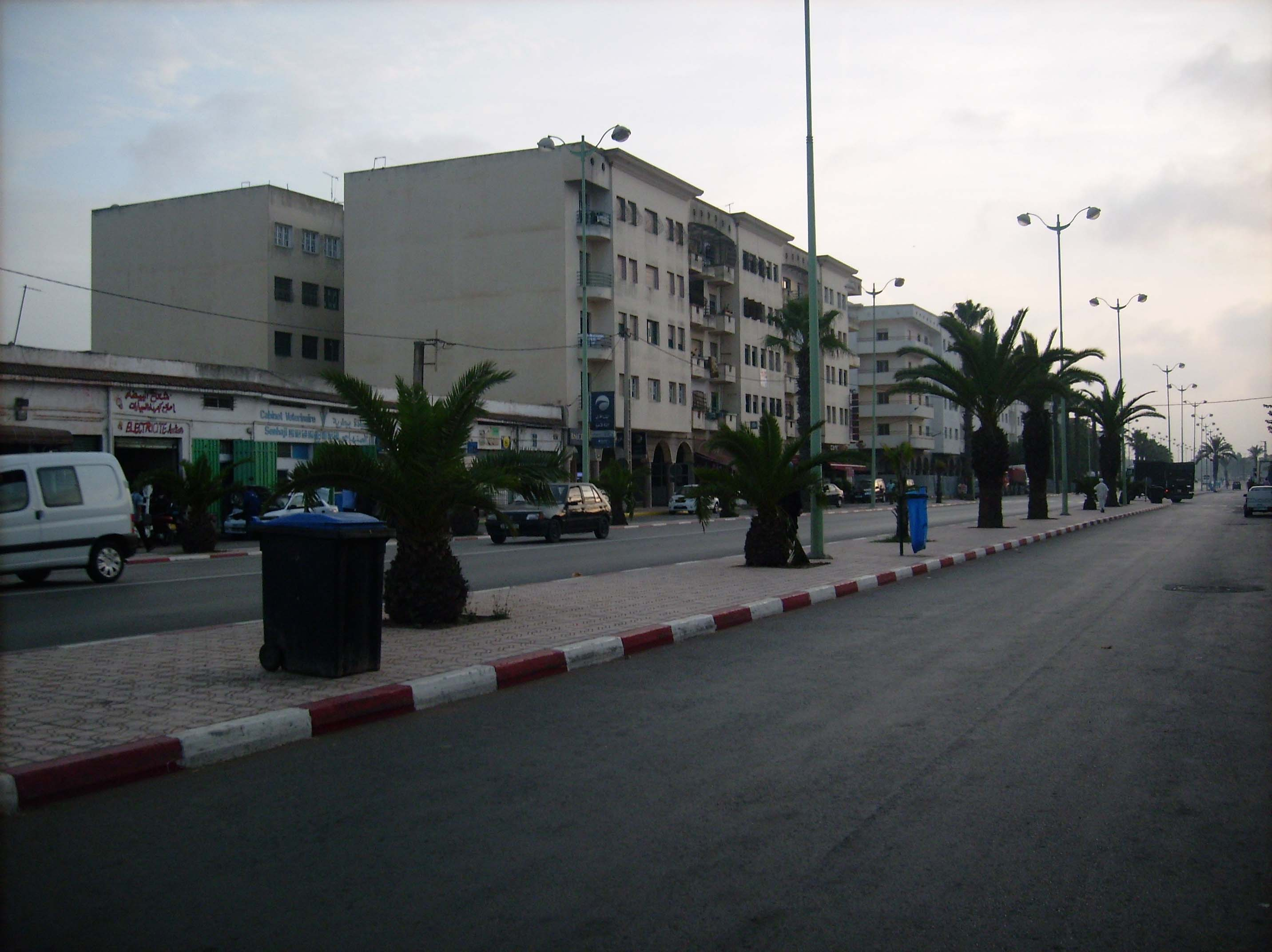
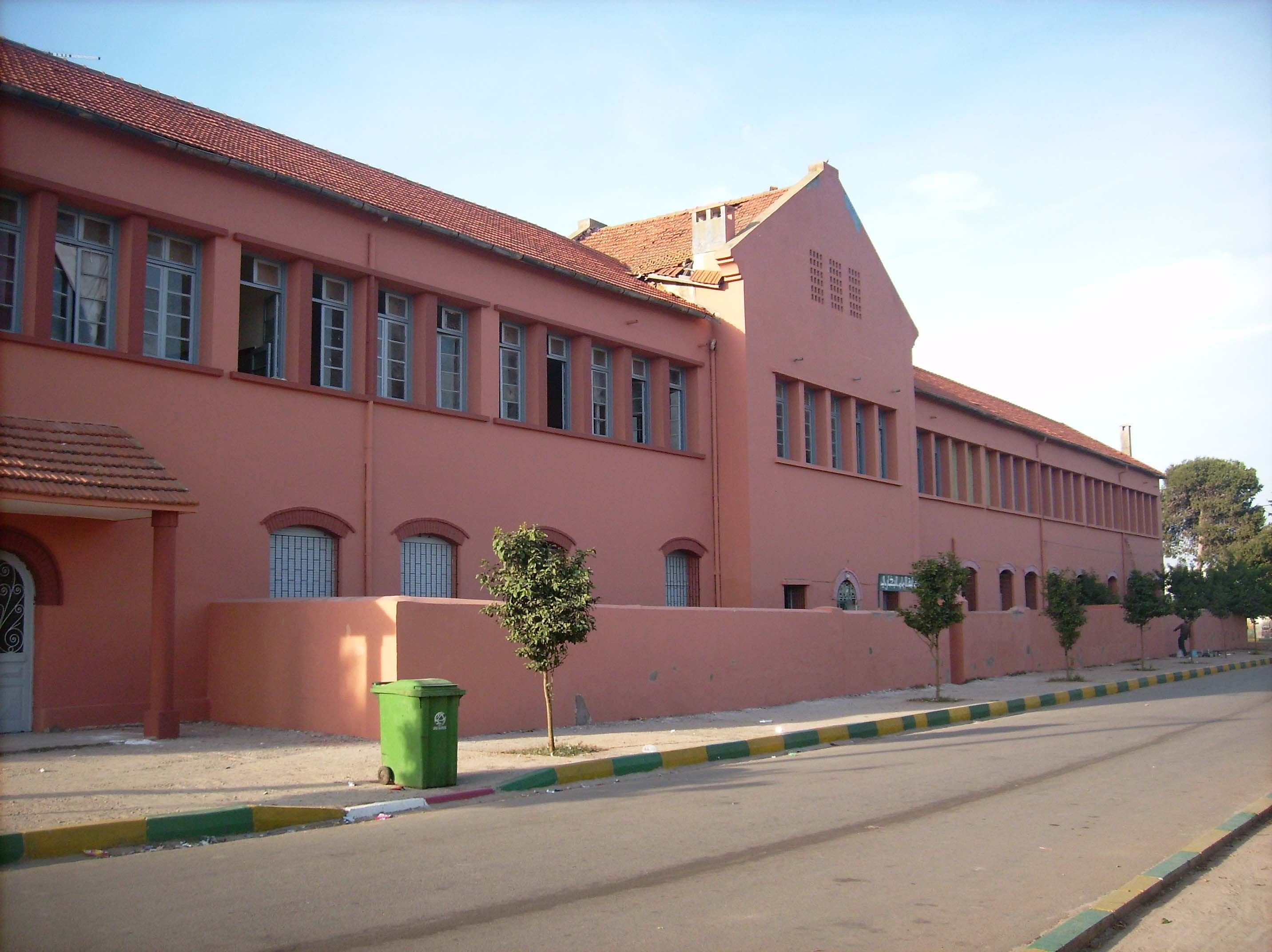